# 比尔加奥恩
比尔加奥恩（Birgaon），是印度恰蒂斯加尔邦Raipur县的一个城镇。总人口23352（2001年）。

## 人口
该地2001年总人口23352人，其中男性12659人，女性10693人；0—6岁人口4945人，其中男2545人，女2400人；识字率59.78%，其中男性为69.87%，女性为47.83%。